# Ambérieu-en-Bugey
{{posodobi}} v skladu z novo upravno delitvijo Francije 2016
Ambérieu-en-Bugey (frankoprovansalsko Ambèriœx) je naselje in občina v jugovzhodnem francoskem departmaju Ain regije Rona-Alpe. Leta 2006 je naselje imelo 13.131 prebivalcev.

## Geografija
Kraj se nahaja v pokrajini Bugey, 34 km južno od središča departmaja Bourga.

## Administracija
Ambérieu-en-Bugey je sedež istoimenskega kantona, v katerega so poleg njegove vključene še občine L'Abergement-de-Varey, Ambronay, Bettant, Château-Gaillard, Douvres, Saint-Denis-en-Bugey in Saint-Maurice-de-Rémens z 18.997 prebivalci. 
Kanton je sestavni del okrožja Belley.

## Zgodovina
Kraj dolguje svoje ime galskemu plemenu Ambarres, od tod tudi ime za prebivalce kraja: Ambarrois.

## Zanimivosti
- utrdba Le château des Allymes iz 13. stoletja, preurejena v 16. stoletju; francoski zgodovinski spomenik.

## Pobratena mesta
- Mering (Bavarska, Nemčija);